# Guy de Montfort

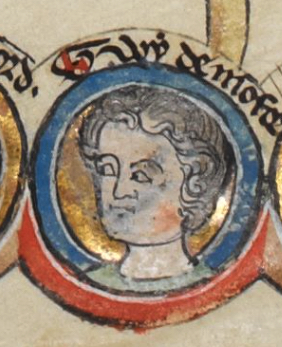
Guy de Montfort

Guy de Montfort bzw. Guido von Montfort (* 1244; † 1291 oder 1292) war ein englischer Militär und Rebell. Er war einer der Mörder von Henry of Almain, einem Cousin des englischen Königs.

## Herkunft
Guy de Montfort entstammte dem anglo-französischen Adelsgeschlecht Montfort. Er war der vierte Sohn von Simon de Montfort, 6. Earl of Leicester und von dessen Frau Eleanor von England, einer Tochter von König Johann von England. Zu seinen Brüdern gehörten Henry de Montfort, Simon de Montfort der Jüngere und Amaury de Montfort.

## Rolle im Krieg der Barone in England
Guy de Montfort wird erstmals während des Zweiten Kriegs der Barone erwähnt, als er zusammen mit seinem Bruder Henry unter dem Oberkommando ihres Vaters eine Abteilung des Heers der Rebellen befehligte, die im Mai 1264 in der Schlacht von Lewes das königliche Heer schlug. Nach diesem Sieg übertrug ihm sein Vater die Verwaltung der Ländereien in Devon und Cornwall des nach der Schlacht gefangen genommenen Richard von Cornwall, dem jüngeren Bruders von König Heinrich III. In der Schlacht von Evesham, in der die königliche Partei unter seinem Cousin Lord Eduard im August 1265 die Rebellen entscheidend besiegen konnte, geriet Guy verwundet in Gefangenschaft. Sowohl sein Vater wie auch sein älterer Bruder Henry wurden in dieser Schlacht getötet. Guy wurde als Gefangener zunächst nach Windsor Castle und später nach Dover Castle gebracht. Von dort konnte er im April oder Mai 1266 durch Bestechung seiner Aufseher nach Frankreich entkommen.

## Im Dienst von Karl von Anjou in Italien

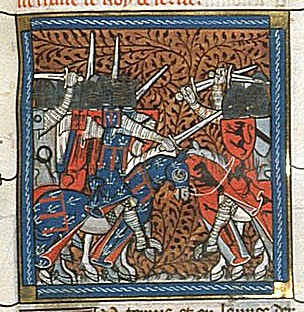
Schlacht bei Tagliacozzo

1268 oder 1269 zog Montfort nach Italien und trat in den Dienst von Karl von Anjou. Dieser Bruder des französischen Königs hatte mit Unterstützung des Papstes das Königreich Sizilien vom Stauferkönig Manfred erobert. Guys Vater war mit Karl befreundet gewesen, und auch sein Cousin Philip de Montfort war bereits als Vikar von Sizilien im Dienst von Karl von Anjou. Montfort kämpfte im August 1268 im Heer von Karl in der Schlacht bei Tagliacozzo, in der der Staufer Konradin entscheidend geschlagen und so Karls Herrschaft über Sizilien gesichert wurde. Anschließend unterstützte Montfort Karl bei der Absicherung seiner Herrschaft. Karl von Anjou belohnte ihn, indem er ihm Nola in Kampanien als Lehen übergab. Im März 1270 ernannte ihn Karl zum Generalvikar für die Toskana. Im August 1270 heiratete Montfort Margherita Aldobrandesca, die Tochter und Erbin des Grafen Ildebrandino di Pitigliano, eines Angehörigen der Familie Aldobrandeschi und mächtigsten Adligen der südlichen Toskana.

## Der Mord an Henry of Almain

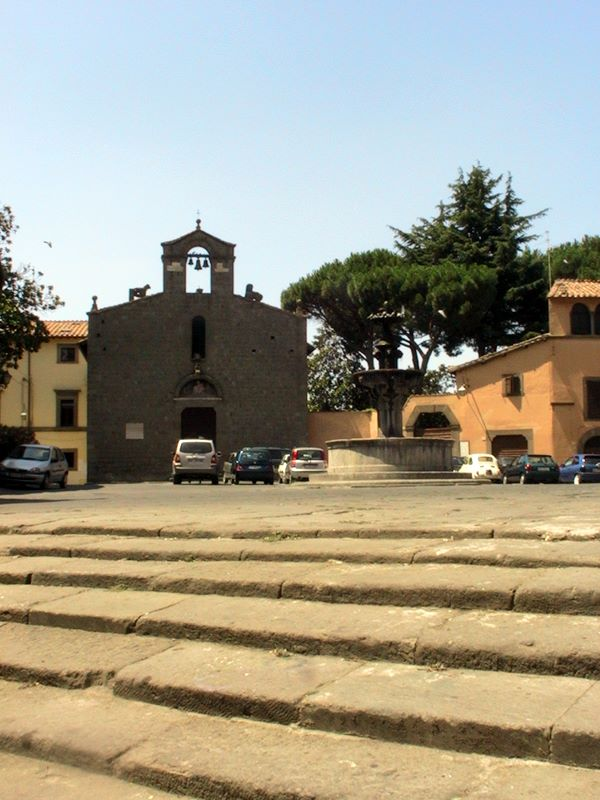
Chiesa del Gesù, ehemals San Silvestro in Viterbo, vor der Guy de Montfort seinen Cousin Henry of Almain ermordete

Am 12. März 1271 kam Montfort zusammen mit seinem Bruder Simon, der ihm nach Italien gefolgt war, nach Viterbo in Mittelitalien. Dort trafen sie auf ihren Cousin Henry of Almain, der zum Kreuzzug des Prinzen Eduard aufgebrochen war, jedoch nun auf dem Weg von Sizilien nach Frankreich war, wo er am Begräbnis des verstorbenen Königs Ludwig IX. von Frankreich teilnehmen sollte. Gemeinsam ermordeten die Brüder den Sohn von Richard von Cornwall am Morgen des 13. März vor der Kirche San Silvestro (heute Chiesa del Gesù), obwohl Henry die Brüder um Gnade bat. Die Tat war wohl eine spontane Rachetat dafür, dass Henry während des Kriegs der Barone 1263 die Seiten gewechselt hatte. Der Mord war für die Zeitgenossen umso schockierender, weil Henry, der wahrscheinlich an der Schlacht von Evesham nicht teilgenommen hatte, als Vermittler unterwegs war, um mit den Montfort-Brüdern einen Ausgleich zu schließen und um sie mit ihrem Cousin Lord Eduard, dem englischen Thronfolger zu versöhnen.

## Späteres Leben
Nach diesem Mord zog Karl von Anjou Montforts Lehen ein und enthob ihn seiner Ämter. Montfort suchte bei seinem Schwiegervater bei Siena Zuflucht. Im April 1273 wurde er von Papst Gregor X. exkommuniziert. Im Juli 1273 unterwarf sich Montfort dem Papst, worauf er in der Burg von Lecco am Comer See inhaftiert wurde. Angeblich konnte er aus der Burg entkommen, vielleicht mit Unterstützung von Karl von Anjou, in dessen Diensten er spätestens 1281 wieder stand, nachdem Verhandlungen zwischen Karl von Salerno, dem Erben von Karl von Anjou, und König Eduard I. über Guys Rehabilitation gescheitert waren.
Montforts Wiederaufstieg wurde dadurch erleichtert, dass mit Martin IV. 1281 ein Franzose Papst geworden war, der eng mit Karl von Anjou zusammenarbeitete. Vor 1283 führte Montfort die päpstlichen Truppen in der Romagna. Als sein Schwiegervater Ildebrandino di Pitigliano 1284 starb, kehrte Montfort in die Toskana zurück, um das Erbe seiner Frau zu sichern, und kehrte dann wieder in den Dienst von Karl von Anjou zurück. Karl von Anjou starb 1285. Dieser hatte 1282 durch die Sizilische Vesper die Herrschaft über die Insel Sizilien verloren. Die Erben von Karl von Anjou versuchten mehrfach, Sizilien zurückzuerobern, das an das Königreich Aragón gefallen war. Bei einem dieser Versuche wurde Montforts Schiff 1287 von dem aragonesischen Admiral Roger Loria geentert. Montfort wurde in Sizilien inhaftiert, und obwohl John de Montfort, der Sohn seines Cousins Philip, versuchte, ihn auszulösen, blieb Montfort, vielleicht durch den Einfluss von Eduard I., in Gefangenschaft. Montfort starb 1291 oder 1292, angeblich durch Selbstmord.

## Nachkommen
Aus seiner Ehe mit Margherita Aldobrandesca hatte er zwei Töchter:
- Anastasia ⚭ Romano Orsini
- Tomasina ⚭ Pietro Vico

## Fortleben in Literatur und Musik
- Dante verbannte in seinem Inferno im XII. Gesang Montfort als Mörder in den siebten Kreis der Hölle.
- In Giuseppe Verdis Oper Les vêpres siciliennes (Die sizilianische Vesper) auf ein Libretto von Eugène Scribe und Charles Duveyrier ist Guy de Montfort eine der Hauptpersonen. Doch entgegen den historischen Tatsachen wird er hier als Tyrann Siziliens und Opfer des Vesper-Volksaufstandes dargestellt.